# Klaus Mack
Klaus Jürgen Mack (* 28. April 1973 in Günzburg) ist ein deutscher Politiker (CDU). Er ist seit 2021 Mitglied des Deutschen Bundestages. Zuvor war er von 2006 bis 2021 Bürgermeister der Stadt Bad Wildbad und von 2000 bis 2006 Bürgermeister der Gemeinde Enzklösterle.

## Persönlicher Werdegang
Mack wuchs in Lonsee auf und besuchte das Helfenstein-Gymnasium in Geislingen an der Steige, an dem er 1992 das Abitur ablegte. Im Anschluss absolvierte er eine Ausbildung für den gehobenen Verwaltungsdienst bei der Gemeinde Sontheim an der Brenz und beim Landratsamt Heidenheim. Danach folgte von 1994 bis 1996 ein Studium an der Fachhochschule Ludwigsburg – Hochschule für öffentliche Verwaltung (FHöV), das er als Diplom-Verwaltungswirt (FH) abschloss. Von 1996 bis 1997 leistete er Zivildienst beim katholischen Jugendreferat Ulm in Lonsee. Von 1997 bis 2000 war er Hauptamtsleiter und Kurgeschäftsführer der Gemeinde Enzklösterle.
Klaus Mack ist verheiratet und hat zwei Kinder.

## Politischer Werdegang

### Kommunalpolitik
Mack war von Mai 2000 bis Oktober 2006 Bürgermeister der Gemeinde Enzklösterle. Er war vom 23. Oktober 2006 bis zum 15. Oktober 2021 Bürgermeister der Stadt Bad Wildbad. 2014 wurde er in seinem Amt bestätigt. Außerdem ist er seit 2014 Mitglied des Kreistages im Landkreis Calw und dort stellvertretender Vorsitzender der CDU-Fraktion.

### Deutscher Bundestag
Im Herbst 2020 wurde Mack von der CDU zum Direktkandidaten im Bundestagswahlkreis Calw für die Bundestagswahl 2021 nominiert. Er gewann das Direktmandat mit 33,8 % der Erststimmen und wurde in den Deutschen Bundestag gewählt. Seine Gegenkandidatin im Wahlkreis war die SPD-Bundesvorsitzende Saskia Esken. Mack war ordentliches Mitglied des Ausschusses für Umwelt, Naturschutz, nukleare Sicherheit und Verbraucherschutz.
Zur Bundestagswahl 2025 kandidierte Mack erneut im Wahlkreis Calw und gewann wieder das Wahlkreismandat. Im 21. Deutschen Bundestag ist er Mitglied in folgenden Ausschüssen und Gremien:
- Ordentliches Mitglied im Ausschuss für Umwelt, Klimaschutz, Naturschutz und nukleare Sicherheit
- Stellvertretendes Mitglied im Ausschuss für Wohnen, Stadtentwicklung, Bauwesen und Kommunen sowie im Innenausschuss
- Stellvertretendes Mitglied in der Deutsch-Französischen Parlamentarischen Versammlung

## Mitgliedschaften
Mack ist seit 2015 Vorsitzender des Naturpark-Vereins im Naturpark Schwarzwald Mitte/Nord und seit 2019 Vorsitzender des Regionalverbandes Nordschwarzwald. Des Weiteren ist er Vorsitzender im Tourismusausschuss des Gemeindetages Baden-Württemberg und Mitglied der Kommunalpolitischen Vereinigung (KPV). Bis 2021 war er Vorsitzender des Projektbeirates Rotwildkonzeption Nordschwarzwald der Forstlichen Versuchs- und Forschungsanstalt Baden-Württemberg.